# 閑院宮載仁親王
閑院宮載仁親王（かんいんのみや ことひとしんのう、1865年11月10日（慶応元年9月22日） - 1945年〈昭和20年〉5月20日）は、日本の皇族、陸軍軍人、日本赤十字社総裁、東京地学協会総裁（1895年 - 1945年）、日露協会総裁（1911年 - ）。伏見宮邦家親王第16王子。称号・階級並びに勲等功級は元帥陸軍大将大勲位功一級。世襲親王家の閑院宮第6代当主。1900年以後から第二次世界大戦終了直前まで皇族軍人として活躍。親王宣下による親王では最後の生存者であり、また大日本帝国憲法下最後の国葬を行った人物である。貴族院の創設に伴って皇族議員となり薨去まで54年6ヶ月間務めた。これは貴族院のみならず参議院まで含めても最長在任記録である。

## 経歴
3歳で出家し、真言宗醍醐派総本山三宝院門跡を相続する。1871年（明治4年）伏見宮に復籍のうえ、翌年前当主閑院宮第5代愛仁親王の没後、孝仁親王妃・鷹司吉子（閑院宮初代直仁親王の曾孫）が当主格に遇されていた閑院宮家を継承する。
1877年（明治10年）、京都から東京に移り陸軍幼年学校に入学。1878年（明治11年）8月26日に親王宣下され、幼名「易宮」を改めて載仁親王と称した。幼年学校の同期には明石元二郎、由比光衛等がいる。1883年（明治16年）、幼年学校を卒業するやフランスへ留学。サン・シール陸軍士官学校、ソーミュール騎兵学校、フランス陸軍大学校を卒業し軽騎兵第7連隊付を経て1891年（明治24年）に帰国。同年12月19日、三条実美の二女・智恵子と結婚。日清戦争では当初第1軍司令部付大尉として従軍、鴨緑江岸虎山付近の戦闘の際、伝令将校として弾雨を冒して馬を馳せ、その任務を達成し、「宮様の伝令使」のエピソードを残した。その後、騎兵第1連隊長、参謀本部に勤務の後、1901年（明治34年）に陸軍少将に進級し騎兵第2旅団長に就任。
日露戦争では、1904年（明治37年）10月12日の本渓湖の戦いで旅団を敵の側背に進出の上、不意討ちの攻撃を実行し、ロシア軍を敗走させた。またこの時、親王のアイデアで機関銃に三脚架を付けて進軍するなど、機関銃を巧妙に活用したことも日本軍の勝利に大いに貢献したという。その後満洲軍総司令部付きの武官として従軍し、戦後、陸軍中将に進級した。
1912年（大正元年）に陸軍大将となり、1919年（大正8年）には元帥府に列した。1921年（大正10年）3月3日より同年9月3日まで、皇太子裕仁親王の欧州外遊を補導すべく随行した。1923年（大正12年）9月1日、小田原の閑院宮別邸に家族とともに滞在中、関東大震災に遭遇し一時倒壊した別邸の下敷きとなったが、たいした怪我はなく無事であった。
1931年（昭和6年）に参謀総長に就任。親王の身で参謀総長に就任した例は、明治年間の有栖川宮、小松宮に続き三例目。
青年時から立派な髭を生やしており、「髭の参謀総長」と呼ばれた。この参謀総長就任は、当時の陸軍大臣・荒木貞夫の思惑があったとされる。在任中は皇族という出自もあり、傀儡として政治的に利用されることも多かった。派閥争いの激しかった陸軍内部では、どの勢力も参謀総長宮を抱え込むことによる発言権の伸張を図った。しかしながら、当人は直属の参謀次長としてややもすれば独断で実務を切り回す皇道派の真崎甚三郎への反感が強く、いわゆる統制派に近い立場を取った。また陸軍士官学校の騎兵科出身であることから、宇垣系の南次郎、鈴木荘六、植田謙吉らとの繋がりもあった。荒木貞夫が陸相を辞任した際には真崎が後任候補に上がったが、林銑十郎を推して陸相に就け、真崎は教育総監に回った。さらに真崎が教育総監を追われた際にも、渡辺錠太郎を通じて強く林に働きかけていたとも言われた。渡辺が二・二六事件で凶弾に倒れたのは、載仁親王が皇族であり手出しが出来なかったため、身代わりとして襲撃されたのではないか、と松本清張は推測している。
1936年（昭和11年）の二・二六事件発生時には、その対応の拙さから、かつて自らが教育した昭和天皇の叱責を受けた。このとき親王は70歳、天皇は34歳であった。
1940年（昭和15年）には、米内内閣の陸軍大臣であった畑俊六に辞表を提出するよう指示し、米内内閣を倒閣させた。日独伊三国同盟締結に積極的であった陸軍全般の意向を受けて、三国同盟の締結に反対していた海軍出身の米内光政首相を退陣させるためであったとされる。同年10月3日参謀総長の地位を杉山元に譲って軍務から退き、議定官となる。なお、総長在任当時は皇族ということもあって実務にはあまり関与せず、参謀次長が総長の業務も行っていた。陸軍次官時代の東條英機も当時の多田駿参謀次長が本来のカウンターパートである東條を抜きにして、同じ満洲派として親しかった陸相の板垣征四郎と直接協議に行くのを大変嫌っていたという。
1945年（昭和20年）5月20日、宮別邸にて79歳で薨去した。直後の山手空襲で宮邸が炎上したため、薨去に伴う儀式が大幅に削減されるなどまさに寂しい最後であった。
翌月国葬を賜った。親王宣下による親王および邦家親王の32名の子女で最後の生存者であり、大日本帝国憲法下では最後の国葬となった。稀に見る美丈夫で、北原白秋作詞、陸軍戸山学校軍楽隊作曲による国民歌「閑院参謀總長宮を讃え奉る」も作られている。貴族院創設に伴い1890年（明治23年）2月に皇族議員となり、薨去まで55年2ヶ月間務めたが、これは貴族院のみならず参議院まで含めても最長在任記録である。

## 栄典
階級
- 1919年（大正8年）12月12日 - 元帥[6]

勲章等
| 受章年                     | 略綬 | 勲章名                       | 備考 |
| -------------------------- | ---- | ---------------------------- | ---- |
| 1887年（明治20年）8月19日  |      | 大勲位菊花大綬章             |      |
| 1890年（明治23年）5月22日  |      | 日本赤十字社名誉社員章       |      |
| 1895年（明治28年）11月20日 |      | 功四級金鵄勲章               |      |
| 1906年（明治39年）4月1日   |      | 功二級金鵄勲章               |      |
| 1906年（明治39年）4月1日   |      | 明治三十七八年従軍記章       |      |
| 1915年（大正4年）11月7日   |      | 金杯一組                     |      |
| 1915年（大正4年）11月7日   |      | 大正三四年従軍記章           |      |
| 1920年（大正9年）11月1日   |      | 金杯一組                     |      |
| 1920年（大正9年）11月1日   |      | 大正三年乃至九年戦役従軍記章 |      |
| 1921年（大正10年）9月24日  |      | 大勲位菊花章頸飾             |      |
| 1930年（昭和5年）12月5日   |      | 帝都復興記念章               |      |
| 1940年（昭和15年）8月15日  |      | 紀元二千六百年祝典記念章     |      |
| 1942年（昭和17年）4月4日   |      | 功一級金鵄勲章               |      |

外国勲章佩用允許
| 受章年                     | 国籍                         | 略綬 | 勲章名                                   | 備考 |
| -------------------------- | ---------------------------- | ---- | ---------------------------------------- | ---- |
| 1895年（明治28年）10月5日  | フランス共和国               |      | レジオンドヌール勲章グランクロワ         |      |
| 1898年（明治31年）11月2日  | ロシア帝国                   |      | 聖アレクサンドル・ネフスキー勲章         |      |
| 1900年（明治33年）4月28日  | ベルギー王国                 |      | 剣付レオポルド勲章                       |      |
| 1900年（明治33年）5月20日  | イタリア王国                 |      | 聖アヌンツィアータ勲章                   |      |
| 1900年（明治33年）5月29日  | オスマン帝国                 |      | オスマニエ勲章一等                       |      |
| 1900年（明治33年）6月7日   | オーストリア＝ハンガリー帝国 |      | 聖シュテファン勲章大十字章               |      |
| 1900年（明治33年）6月23日  | ドイツ帝国                   |      | 赤鷲勲章大十字章                         |      |
| 1904年（明治37年）1月27日  | 大清帝国                     |      | 双龍宝星勲章一等二級                     |      |
| 1905年（明治38年）11月18日 | ルーマニア王国               |      | 剣付ホーエンツォレルン候家勲章一等十字章 |      |
| 1906年（明治39年）6月22日  | ドイツ帝国                   |      | 剣付プロシア王冠勲章                     |      |
| 1916年（大正5年）9月       | ロシア帝国                   |      | 聖アンドレイ勲章                         |      |
| 月日不詳                   | イギリス帝国                 |      | 聖マイケル・聖ジョージ勲章グランドクロス |      |

## 系譜
三条実美の次女智恵子妃との間に2男5女を儲ける。
- 父母
  - 父：伏見宮邦家親王
  - 養母：鷹司景子
  - 実母：伊丹吉子
- 兄弟（夭折した男子、女子省略）
  - 山階宮晃親王
  - 聖護院宮嘉言親王
  - 曼殊院宮譲仁入道親王
  - 久邇宮朝彦親王
  - 伏見宮貞教親王
  - 小松宮彰仁親王
  - 北白川宮能久親王
  - 華頂宮博経親王
  - 北白川宮智成親王
  - 伏見宮貞愛親王
  - 清棲家教
  - 東伏見宮依仁親王
- 妻：三条智恵子
- 子
  - 第1男子：篤仁王（あつひとおう、1894年7月9日 - 7月10日[18]） - 夭折。
  - 第1女子：恭子女王（ゆきこじょおう、1896年 - 1992年） - 子爵安藤信昭夫人。
  - 第2女子：茂子女王（しげこじょおう、1897年 - 1991年） - 侯爵黒田長礼夫人。
  - 第3女子：季子女王（すえこじょおう、1898年 - 1914年） - 腎臓病により病死。
  - 第2男子：春仁王（はるひとおう、1902年 - 1988年） - 閑院宮家を継承し、第7代当主となる。
  - 第4女子：寛子女王（ひろこじょおう、1906年 - 1923年） - 関東大震災で小田原の閑院宮別邸が倒壊し、圧死。
  - 第5女子：華子女王（はなこじょおう、1909年 - 2003年） - 侯爵華頂博信夫人(1926年 - 1951年)、後に戸田豊太郎夫人(1952年 - )。女子学習院卒。

## 年譜
※日付は明治6年までは旧暦
- 慶応元年（1865年）11月10日：誕生
- 慶応3年（1867年）：出家。三宝院門跡相続
- 明治4年（1871年）：伏見宮復籍
- 明治5年（1872年）1月：閑院宮継承
- 明治10年（1877年）10月：陸軍幼年学校入校
- 明治11年（1878年）8月：親王宣下・載仁の名を賜る
- 明治15年（1882年）9月より：フランス留学（- 明治24年（1891年）9月帰朝）
- 明治20年（1887年）8月18日：陸軍騎兵少尉
- 明治23年（1890年）11月：陸軍騎兵中尉
- 明治25年（1892年）11月：陸軍騎兵大尉・陸軍士官学校教官
- 明治26年（1893年）7月：騎兵第1大隊中隊長
- 明治27年（1894年）
  - 8月：陸軍乗馬学校教官
  - 9月：第1軍司令部付
  - 11月：陸軍騎兵少佐。同3日、騎兵第1大隊長心得
- 明治28年（1895年）10月：騎兵第1大隊長付
- 明治29年（1896年）11月：騎兵第1連隊長心得
- 明治30年（1897年）11月：陸軍騎兵中佐・騎兵第1連隊長
- 明治32年（1899年）
  - 10月：参謀本部出仕（欧州出張）
  - 11月：陸軍騎兵大佐
- 明治33年（1900年）
  - 1月25日：参謀本部員
  - 2月17日：欧州出張[19]（ロシアほか。9月3日帰朝）
- 明治34年（1901年）11月3日：陸軍少将・騎兵第2旅団長
- 明治35年（1902年）6月：来日したロシア大公ボリス・ウラジーミロヴィチ（英語版）（皇帝アレクサンドル2世の孫）と会見
- 明治36年（1903年）：日本赤十字社総裁
- 明治37年（1904年）
  - 9月21日：満洲軍総司令部付
  - 11月3日：陸軍中将
- 明治38年（1905年）
  - 5月：大本営付
  - 12月20日：参謀本部付
- 明治39年（1906年）2月3日：第1師団長
- 明治44年（1911年）2月6日：近衛師団長、日露協会総裁就任
- 大正元年（1912年）11月27日：陸軍大将・軍事参議官
- 大正3年（1914年）：昭憲皇太后御大葬総裁
- 大正5年（1916年）：8月よりロシア出張[注釈 3]。皇帝ニコライ2世、皇太子アクレセイ、皇太后マリアらロシア皇族と会見し、皇太后から「非常に愛想の良い、話し好きな人物」と表される[20]。10月帰朝
- 大正8年（1919年）12月12日：元帥
- 大正10年（1921年）：3月3日より皇太子裕仁親王の御渡欧に随行。9月3日帰朝
- 大正12年（1923年）
  - 9月1日：小田原市の閑院宮御別邸に滞在中関東大震災に遭遇。
  - 10月27日：議定官
- 昭和2年（1927年）：大正天皇御大葬総裁
- 昭和3年（1928年）：昭和天皇即位の大礼総裁
- 昭和6年（1931年）12月23日：参謀総長[21]
- 昭和15年（1940年）10月3日：議定官を辞職
- 昭和19年（1944年）1月15日：数え年80歳を祝し宮中杖（鳩杖）を下賜される。
- 昭和20年（1945年）
  - 5月20日：小田原の閑院宮御別邸にて薨去
  - 6月18日：国葬